# Liste de musées en Papouasie-Nouvelle-Guinée
Cet article recense de manière non exhaustive les musées de Papouasie-Nouvelle-Guinée.
Le principal musée du pays est situé à Port-Moresby, la capitale, dans la banlieue de Waigani. Il s'agit du Musée National de Papouasie-Nouvelle-Guinée (PNG National Museum and Art Gallery). Ses collections se concentrent sur trois axes : l'art papou traditionnel, la production contemporaine et les objets en lien avec la Guerre du Pacifique et notamment la campagne de Nouvelle-Guinée.
Le second musée du pays est le Musée de la Guerre de Kokopo, situé près de Rabaul dans l'actuelle capitale de province de la Nouvelle-Bretagne, Kokopo. Ainsi que l'indique son nom, ses collections se concentrent essentiellement sur la mise en lumière des vestiges de la Seconde Guerre mondiale dans cette région du monde.